# دیوید تریوونیک
دیوید تریوونیک (انگلیسی: David Trivunic؛ زادهٔ ۳۰ اکتبر ۲۰۰۱) بازیکن فوتبال اهل آلمان است.